# Никулино (Инзенский район)
Никулино — упразднённое село в Инзенском районе Ульяновской области России. На момент упразднения входило в состав Большеборисовского сельского поселения.

## География
Село находилось на правом берегу реки Сызганка, вблизи места впадения последней в реку Инза, в 4 км к северо-востоку от села Большая Борисовка и в 17 км к юго-востоку от районного центра.

## История
В 1913 в русском селе Никулино (Михайловское) было 215 дворов, земская школа, церковь
Исключена из учётных данных в 2002 году постановлением заксобрания Ульяновской области от 10.12.2002 г. № 066-ЗО

## Население
В 1913 году в селе проживало 1150 человек. В 1996 году — 1 человек. По данным переписи 2002 года в селе отсутствовало постоянное население.